# Poseidonheiligtum von Isthmia

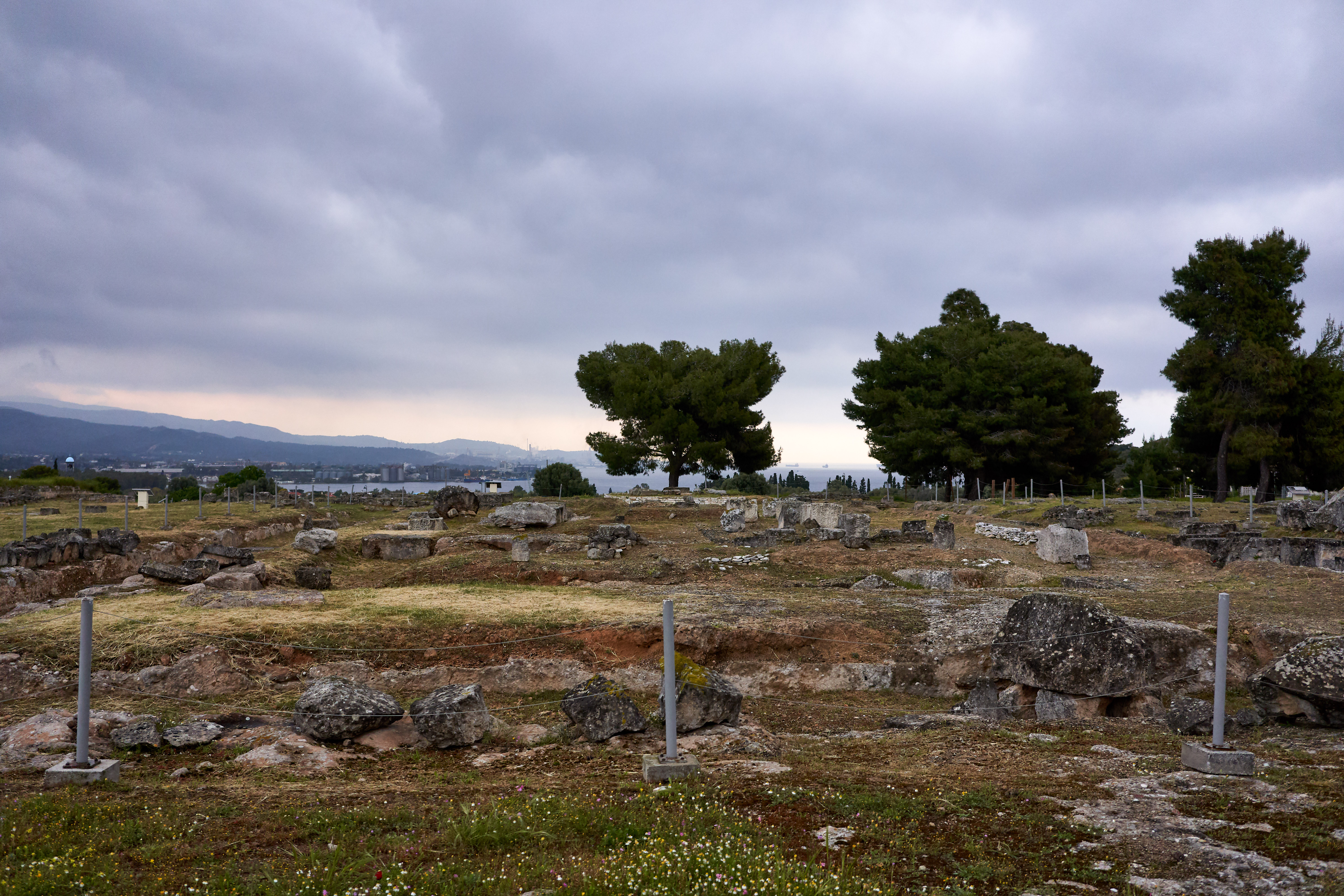
Fundamente des Poseidontempels von Isthmia

Das Poseidonheiligtum von Isthmia (neugriechisch Ιερό του Ποσειδώνα στην Ισθμία) lag etwa 1,4 km westlich des östlichen Endes des Kanals von Korinth, zwischen Kyras Vrysi und dem modernen Isthmia. Hier wurden im Altertum die Isthmischen Spiele (altgriechisch Ἰσθμιάδες Isthmiades) abgehalten.
Hauptsächlich wurde in diesem Heiligtum Poseidon verehrt. Früheste Zeugnisse für einen Kult gehen auf das 11. Jahrhundert v. Chr. zurück. 196 v. Chr. ließ der römische Feldherr Titus Quinctius Flamininus hier während der Spiele die Freiheit Griechenlands verkünden.
Heute ist nicht mehr sehr viel vom Heiligtum sichtbar. Erwähnenswert ist das unter Kaiser Hadrian erbaute Heiligtum des Palaimon, ein Rundbau, auf dem Palaimon auf einem Delphin reitend dargestellt war. Von diesem Bau sind noch die Fundamente sichtbar. Dasselbe gilt für den etwa 465 v. Chr. erbauten Tempel des Poseidon, einen Peripteros, in dem Herodes Atticus eine monumentale Gruppe von Poseidon und Amphitrite aufstellen ließ. Von einem Vorgängerbau des frühen 7. Jahrhunderts, der 480 vor Chr. abbrannte, fanden sich diverse Dachziegel, die zu einem Walmdach eines Peripteros von 7 auf 19 Säulen gehören, der 1952 von Oscar Broneer ausgegraben wurde. Von besonderem Interesse ist die Startanlage des Stadions, die (wie in Nemea) aus hölzernen Pflöcken bestand, an denen Querbalken befestigt waren, die mit einem Seilzug gesenkt werden konnten, um für alle Läufer zugleich die Bahn freizugeben. Sehr sehenswert ist das Museum (mit guten Beschriftungen).